# Bissorã
Bissorã ist eine Stadt im Norden Guinea-Bissaus mit 9520 Einwohnern (Stand 2009).
Sie ist Sitz des gleichnamigen Sektors mit einer Fläche von 1123 km² und 56.585 Einwohnern (Stand 2009), vornehmlich Balanta mit Minderheiten von Fulbe und Mandinka, u. a.

## Geschichte
1910 errichteten die Portugiesen in Bissorã einen Militärposten, der danach wiederholten Angriffen ausgesetzt war.
1968 erhielt der Ort sein Wappen mit den Insignien einer Kleinstadt (Vila).
Im Portugiesischen Kolonialkrieg, der in Guinea-Bissau von 1963 bis 1974 andauerte und dort besonders intensiv geführt wurde, war Portugiesisches Heer in Bissorã stationiert (u. a. die Companhia de Caçadores n.º 13).
Nach der Nelkenrevolution in Portugal 1974 und dem folgenden eiligen Abzug der Portugiesischen Streitkräfte gelang vielen Angehörigen afrikanischer Verbände, etwa der Grupos Especiais, keine Flucht nach Portugal oder in die Nachbarländer Guinea-Bissaus. Etwa 500 von ihnen wurden völkerrechtswidrig von der siegreichen PAIGC auf Anweisung des Präsidenten Luís Cabral hingerichtet. In Bissorã geschah dabei das bekannteste Massaker, bei dem eine unbekannte Zahl Erschossener in anonymen Massengräbern in der Umgebung vergraben wurden.
Im Mai 2017 begann die Regierung mit der Installation eines lokalen, mit Sonnenenergie gespeisten Stromnetzes in Bissorã, das in zehn Monaten der Stadt Straßenbeleuchtung ermöglichen soll.

## Sport
Der Atlético Clube de Bissorã ist der bekannteste Fußballverein der Stadt. 2011 gelang ihm die guinea-bissauische Meisterschaft. Seine Heimspiele trägt der AC Bissorã im städtischen Estádio Municipal de Bissorã aus.
Der 1946 als Filialverein des portugiesischen Atlético Clube de Portugal gegründete Klub wurde mit der Wahl der Journalistin Maria da Conceição Évora 2012 zum ersten von einer Frau geleiteten Fußballverein in Guinea-Bissau.

## Verkehr
Bissorã verfügt über einen Flugplatz mit dem ICAO-Code GGBI.

## Städtepartnerschaften
- Portugal: Braga
- Portugal: Loulé[7]